# 東枝大學
東枝大學（英文：Taunggyi University）位於緬甸撣邦首府東枝，成立於1992年8月17日，2008年時擁有245位教職員及14,189名學生；校長為Dr. Maung Kyaw。它是撣邦裡最高的學府。

## 歷史
成立於1961年6月15日的「東枝書院」（Taunggyi College），在1992年被批准開辦大學學位課程程，然後升格為大學。

## 外部連結
- 緬甸教育部的官方網站 （页面存档备份，存于）
- 東枝大學的位置圖及主樓照片